# Bundesstraße 202
Pour les articles homonymes, voir B202 et Route 202.
La Bundesstraße 202 est une Bundesstraße du Land de Schleswig-Holstein.

## Histoire
La route de Rendsburg à Friedrichstadt reçoit une chaussée en 1872. En 1877, la liaison routière entre Garding et Sankt Peter-Ording est achevée. Une extension de la section Rastorf-Selent-Seekrug a lieu en 1929 et 1930. Le tronçon entre Kiel et Osterrönfeld à Rendsburg, qui part de la chaussée d'Altona à Kiel à Kiel-Hassee, est déclassé en Kreisstraße en 1989 et remplacé par la Bundesautobahn 210 parallèle.

## Source
- (de) Cet article est partiellement ou en totalité issu de l’article de Wikipédia en allemand intitulé « Bundesstraße 202 » (voir la liste des auteurs).

1. ↑  (de) « Die Bundes- und Reichsstraßen in Deutschland - Nr. 166 bis 327 » [archive du 18 février 2009], sur home.arcor.de (consulté le 16 juillet 2025)